# Late Night with Conan O'Brien
Late Night with Conan O'Brien foi um talk-show estadunidense apresentado por Conan O'Brien na rede NBC. O programa contava com números musicais de comédia, esquetes, entrevistas com celebridades e performances de artistas convidados. O show chegou a ganhar um Emmy Award em 2007 além de diversas indicações ao longo dos anos.
O primeiro episódio do programa foi ao ar em 13 de setembro de 1993 e teve dezoito temporadas, sendo que seu último episódio foi ao ar em 20 de fevereiro de 2009.